# James Daly
James Joseph Daly (ur. 14 sierpnia 1921 w Nowym Jorku, zm. 14 października 2013 w Huntington w USA) – amerykański duchowny katolicki, biskup pomocniczy Rockville Centre w latach 1977-1996.

## Życiorys
Święcenia kapłańskie otrzymał 22 maja 1948 i inkardynowany został do diecezji brooklińskiej. Do roku 1977 był wikariuszem w parafii św. Bonifacego w Elmont (dzielnica Queensu) w diecezji Rockville Centre (wydzielonej w roku 1957 z diecezji brooklińskiej).
28 lutego 1977 papież Paweł VI mianował go biskupem pomocniczym Rockville Centre ze stolicą tytularną Castra Nova. Sakry udzielił mu ówczesny zwierzchnik diecezji bp John Raymond McGann. 1 lipca 1996 przeszedł na emeryturę.